# Omnia (automerk)
Omnia was de merknaam van een Nederlandse producent van verbrandingsmotoren en automobielen, werkzaam van 1907 tot 1912 in achtereenvolgens Rotterdam en Voorburg.
Het in 1907 opgerichte Omnia Motors is een voortzetting van het moederbedrijf Omnia Engineering Works, onderdeel van Houwing & Co. in Rotterdam. Dat begon in 1906 met de autofabricage. Aanvankelijk kwamen de onderdelen (wellicht zelfs complete auto's) uit België. In 1908 werd Omnia omgezet in een nv tevens ltd en ging verder in een pand op het grondgebied van de gemeente Stompwijk, vlak bij de dorpskern van Voorburg. Daar vervaardigde het onder directie van ir. Pieter Carel Zuyderhoudt (in 1910 opgevolgd door P.H. Meijer Timmerman Thijssen en Dirk Johannes Willebeek Le Mair) auto's, motoren en motorboten. Het bedrijf verwierf het „brevet Antoine”. De onderneming was blijkbaar ook actief met motorboot- en automobieldiensten. De Haagse Auto Taxi Onderneming (HATO) kocht een flink aantal Omnia's in 1908, niet lang daarna gevolgd door een taxionderneming uit Deventer. Spykers ontwerper Laviolette ontwierp in 1910 voor Omnia een nieuw type auto. Over 1910 werd winst gemaakt, die diende voor afschrijving op het aandelenkapitaal. Blijkbaar waren de vooruitzichten dermate slecht dat de aandeelhouders in 1912 besloten tot liquidatie die in 1913 alsnog leidde tot een faillissement.
Het pand werd overgenomen door Enkes, de Eerste Nederlandse Kogellagers En Schroevenfabriek, dat onderdelen bleef leveren aan de auto-industrie.
Akkermans · 
Altena · 
Anderheggen · 
Antilope · 
Arnhemsche Machinefabriek  · 
Ataf-Porata · 
Autolette · 
Bambino · 
Belcar · 
Bermuda Buggy · 
BGF · 
Boro · 
Bij 't Vuur · 
Carver · 
Citeria · 
CoTuRa · 
DAF · 
Entrop · 
EWB · 
Eysink · 
Gatso · 
Gazelle ·
Gelria ·
Groninger Motorrijtuigen Fabriek · 
Gruno · 
H.A.M. · Havas · 
Hinde ·
Konings · 
Max · 
Neerlandia · 
Netam ·
Omnia · 
Rizovari · 
Ruiter ·
Ruska · 
Simplex ·
Spyker ·
Story ·
V.L.A.M.
1. ↑  n, n  (15 april 1909). Omnia. Holland Express  2
2. ↑  n, n, "Omnia", Algemeen Handelsblad, 27 februari 1910.